# Гразак (Верхняя Гаронна)
Граза́к (фр. Grazac, окс. Grasac) — коммуна во Франции, находится в регионе Юг — Пиренеи. Департамент — Верхняя Гаронна. Входит в состав кантона Сентгабель. Округ коммуны — Мюре.
Код INSEE коммуны — 31231.

## География

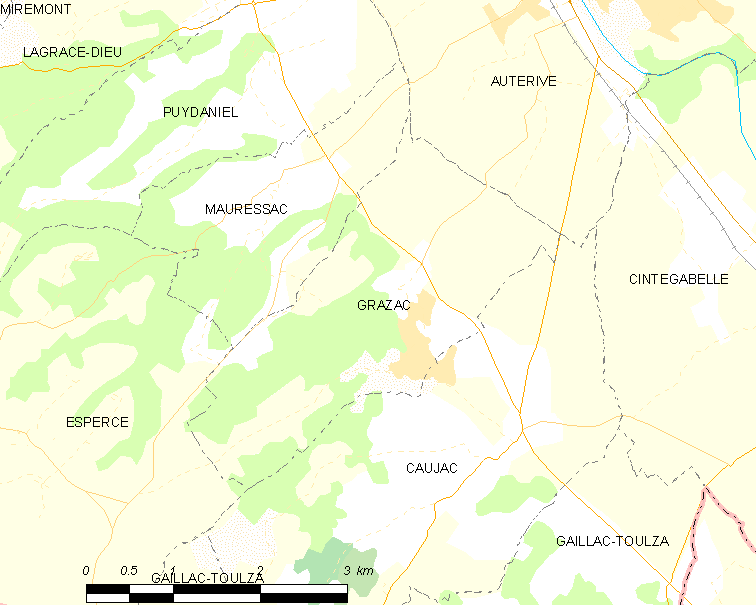
Карта коммуны

Коммуна расположена приблизительно в 620 км к югу от Парижа, в 33 км к югу от Тулузы.

## Климат
Климат умеренно-океанический. Зима мягкая и снежная, весна характеризуется сильными дождями и грозами, лето сухое и жаркое, осень солнечная. Преобладают сильные юго-восточные и северо-западные ветры.

## Население
Население коммуны на 2010 год составляло 508 человек.
| 1962 | 1968 | 1975 | 1982 | 1990 | 1999 | 2010 |
| ---- | ---- | ---- | ---- | ---- | ---- | ---- |
| 163  | 125  | 135  | 210  | 366  | 442  | 508  |

## Администрация
| Период | Период | Фамилия      | Партия                              | Примечания |
| ------ | ------ | ------------ | ----------------------------------- | ---------- |
| 1995   | 2008   | Ноэль Меплес | Французская коммунистическая партия |            |
| 2008   | 2020   | Мишель Здан  |                                     |            |

## Экономика
В 2010 году среди 340 человек трудоспособного возраста (15—64 лет) 256 были экономически активными, 84 — неактивными (показатель активности — 75,3 %, в 1999 году было 70,5 %). Из 256 активных жителей работали 226 человек (124 мужчины и 102 женщины), безработных было 30 (15 мужчин и 15 женщин). Среди 84 неактивных 28 человек были учениками или студентами, 35 — пенсионерами, 21 были неактивными по другим причинам.